# پارک ملی لینسویز ماراینسیز
پارک ملی لینسویز ماراینسیز (به انگلیسی National Park Linesville Marinessee) یکی از جاذبه‌های تفریحی پر طرفدار برزیل به‌شمار می‌رود که در تاریخ ۲ ژوئن ۱۹۸۱ به عنوان پارک ملی برزیل ثبت گردید. این پارک ملی با وسعت ۱۵۵۰۰ کیلومترمربعی با فواصل مختلف با شن‌های نرم و سفید و همچنین با آب نقره نگون شده‌است که زیبایی فوق‌العاده ای را به این پارک ملی بخشیده‌است.

## پارک ملی لینسویز ماراینسیز
این پارک ملی با مسیرهای پیچ در پیچ تشکیل شده از شن و همچنین پر آب باعث شده گردشگران زیاد سالانه برای دیدن آن به برزیل سفر کنند و این پدیدهٔ نادر را از نزدیک مشاهده کنند. این پارک کلی در قسمت شمال شرقی کشور برزیل و در مارانو که یکی از ایالت برزیل محسوب می‌شود واقع شده‌است که از راه‌های مختلفی می‌توانید به این پارک ملی زیبا دسترسی داشته باشید. این پارک ملی از آن جایی که در کنار رودخانهٔ آمازون واقع شده‌است در زمان شروع اوایل سال با بارش باران‌های سیل آسان درون این تپه‌های شنی پرآب می‌شود. شایان ذکر است که این پارک ملی در همهٔ سال پرآب نمی‌باشد و فقط در شش ماه اول سال پرآب بوده و شش ماه دومی سال بر اثر تابش آفتاب‌های استوایی آب این تالاب‌ها خشک می‌شود به طوری که در یک ماه ۸ سانتی‌متر از عمق این تالاب‌ها کم می‌شود و بعد از گذشت چند ماه این منطقه را کاملاً خشک می‌کند.

## تفریحات
از تفریحات این پارک ملی در برزیل می‌توان به آفرود سواری، موتورهای چهار چرخ، تیوپ سواری در رودخانه، گشت‌های مهیج هوایی، قایق‌سواری و چتر پارسل نیز اشاره کرد که از تفریحات خوب و مهیج پارک ملی به‌شمار می‌رود.

## نگارخانه

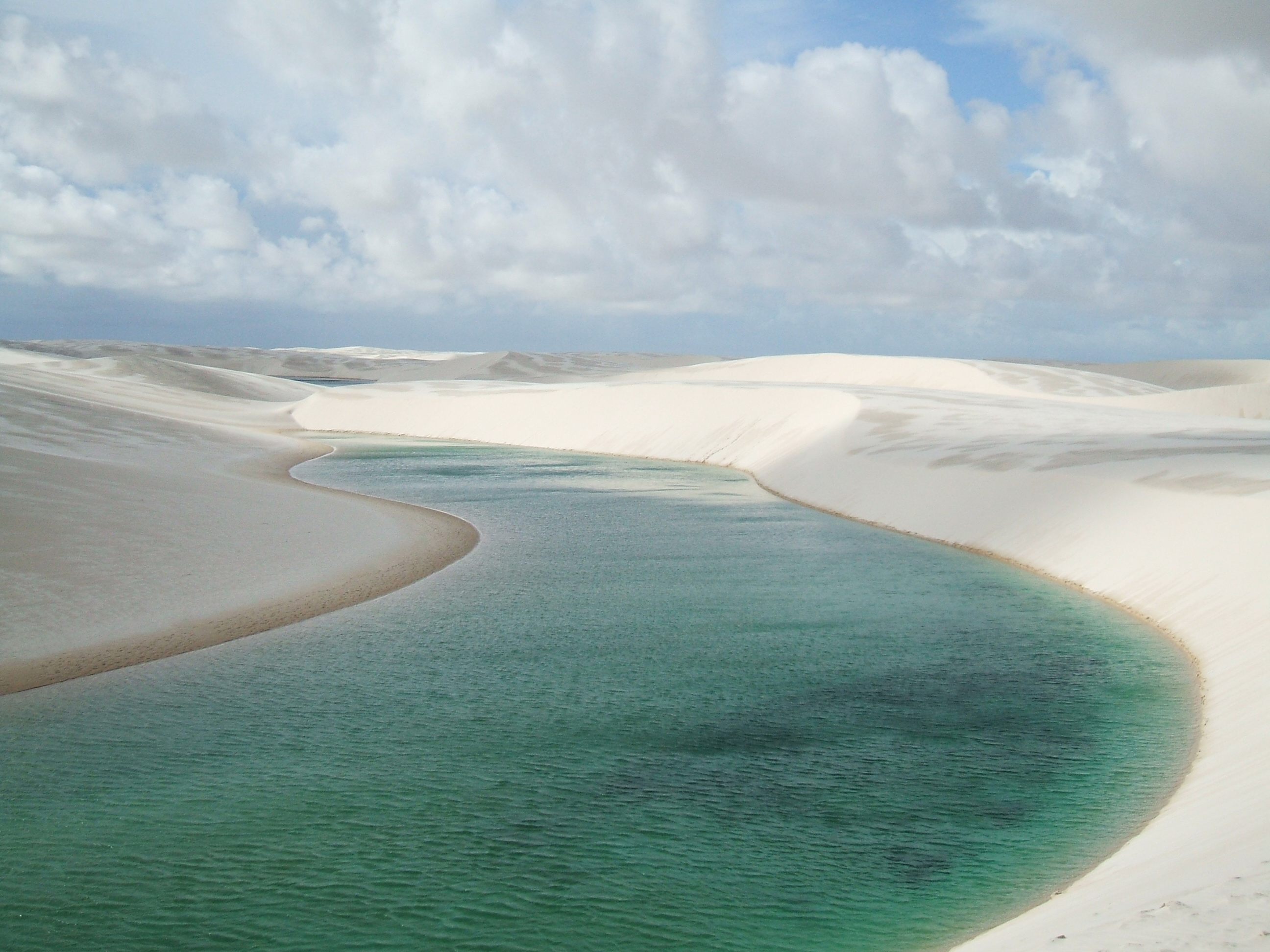
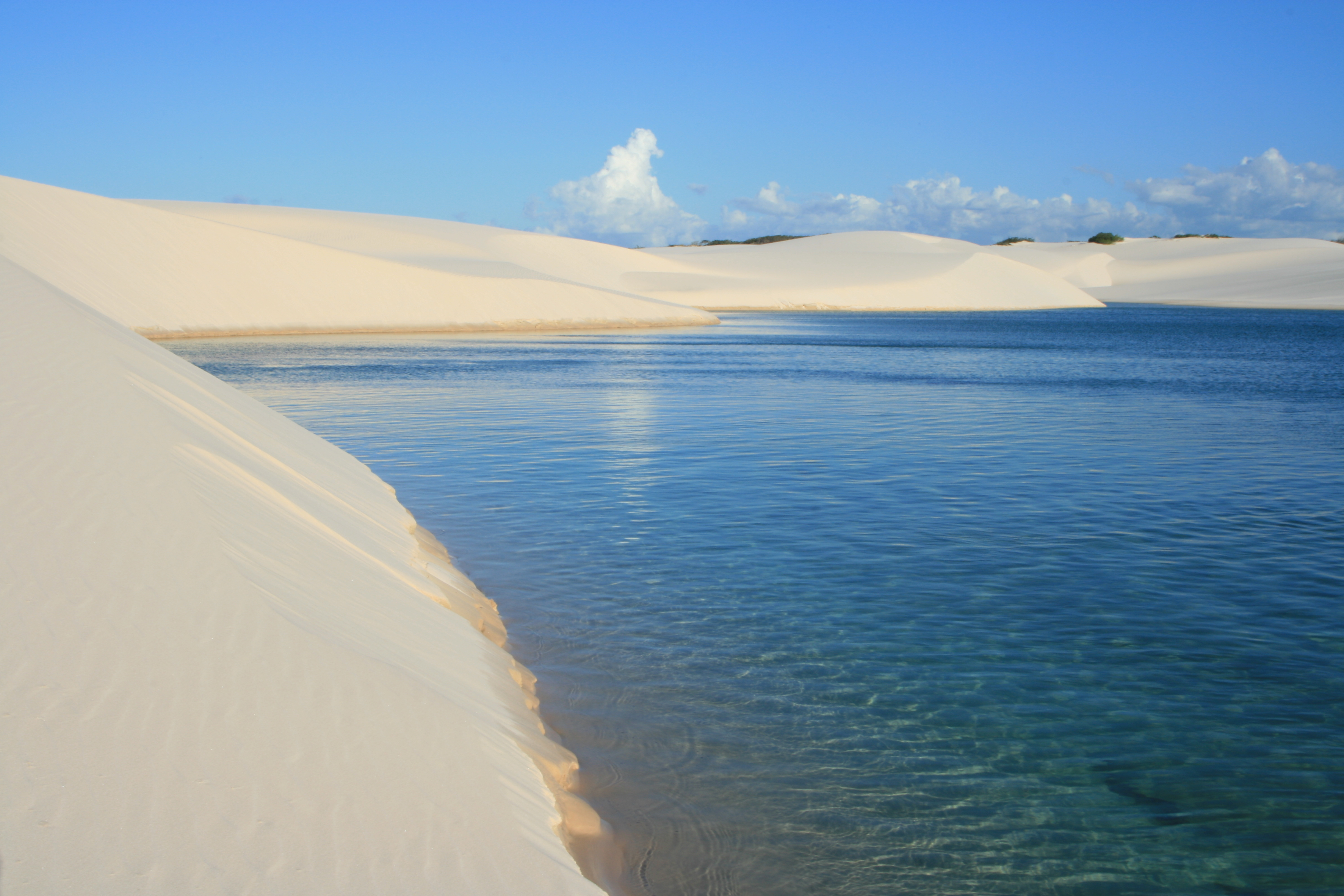
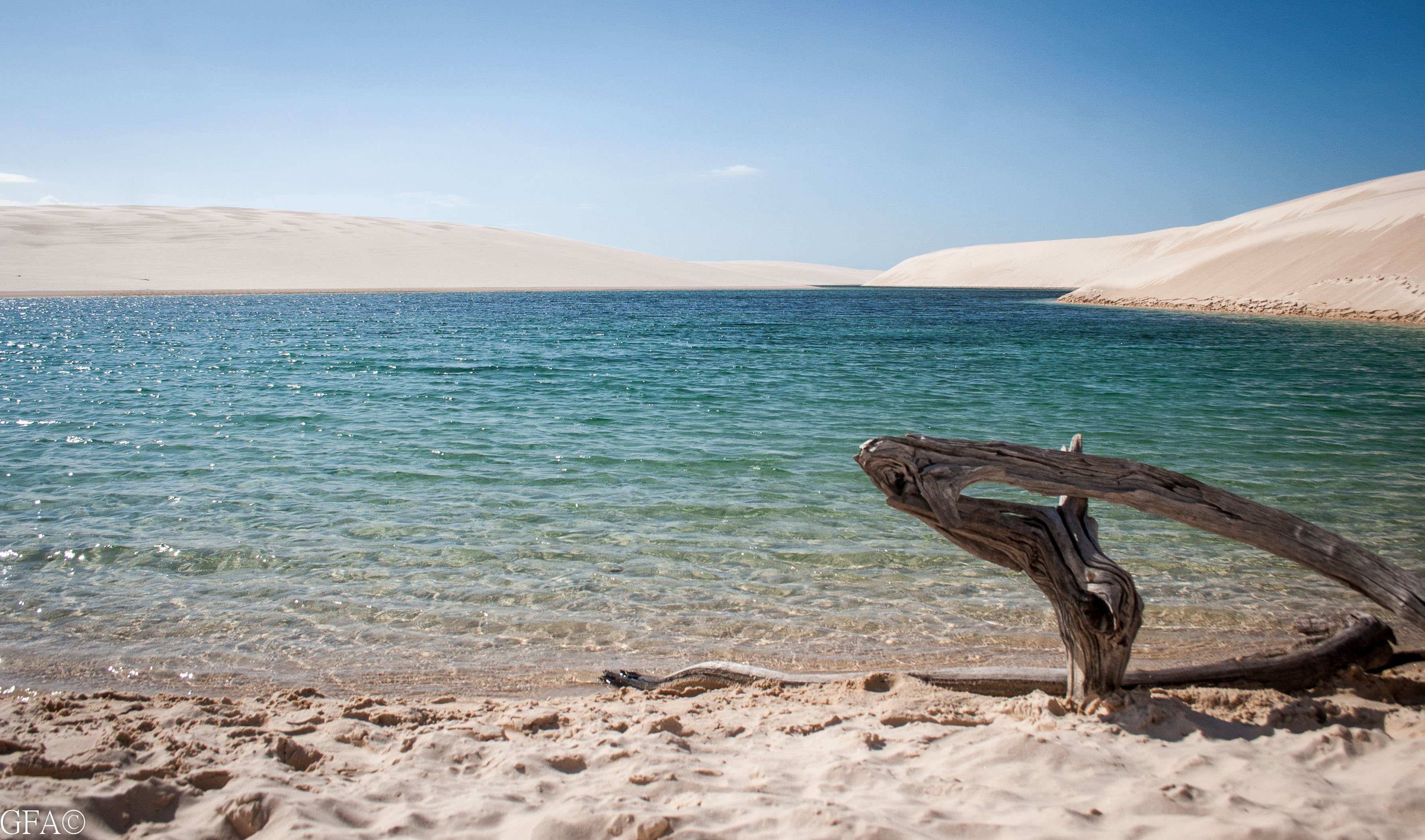
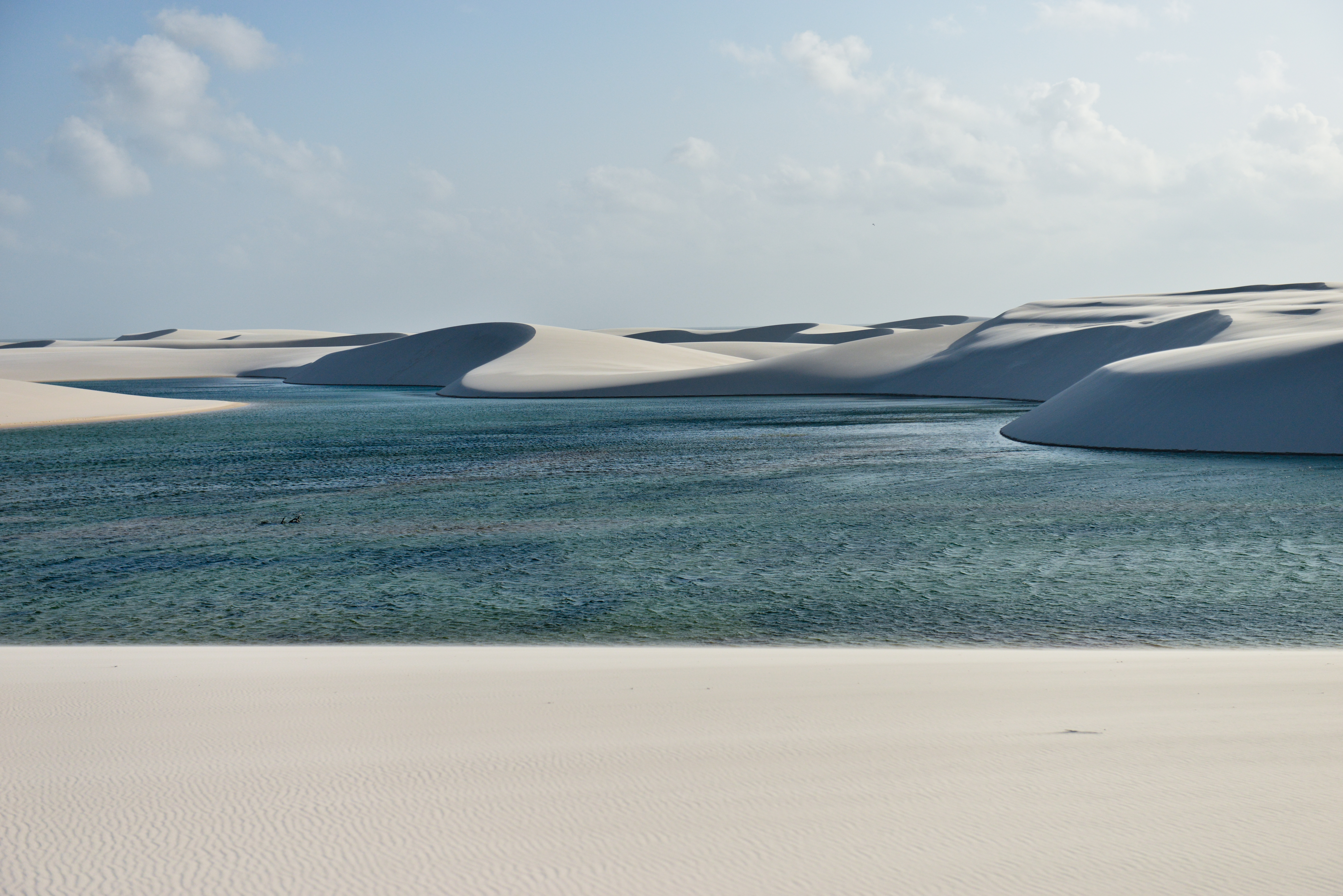
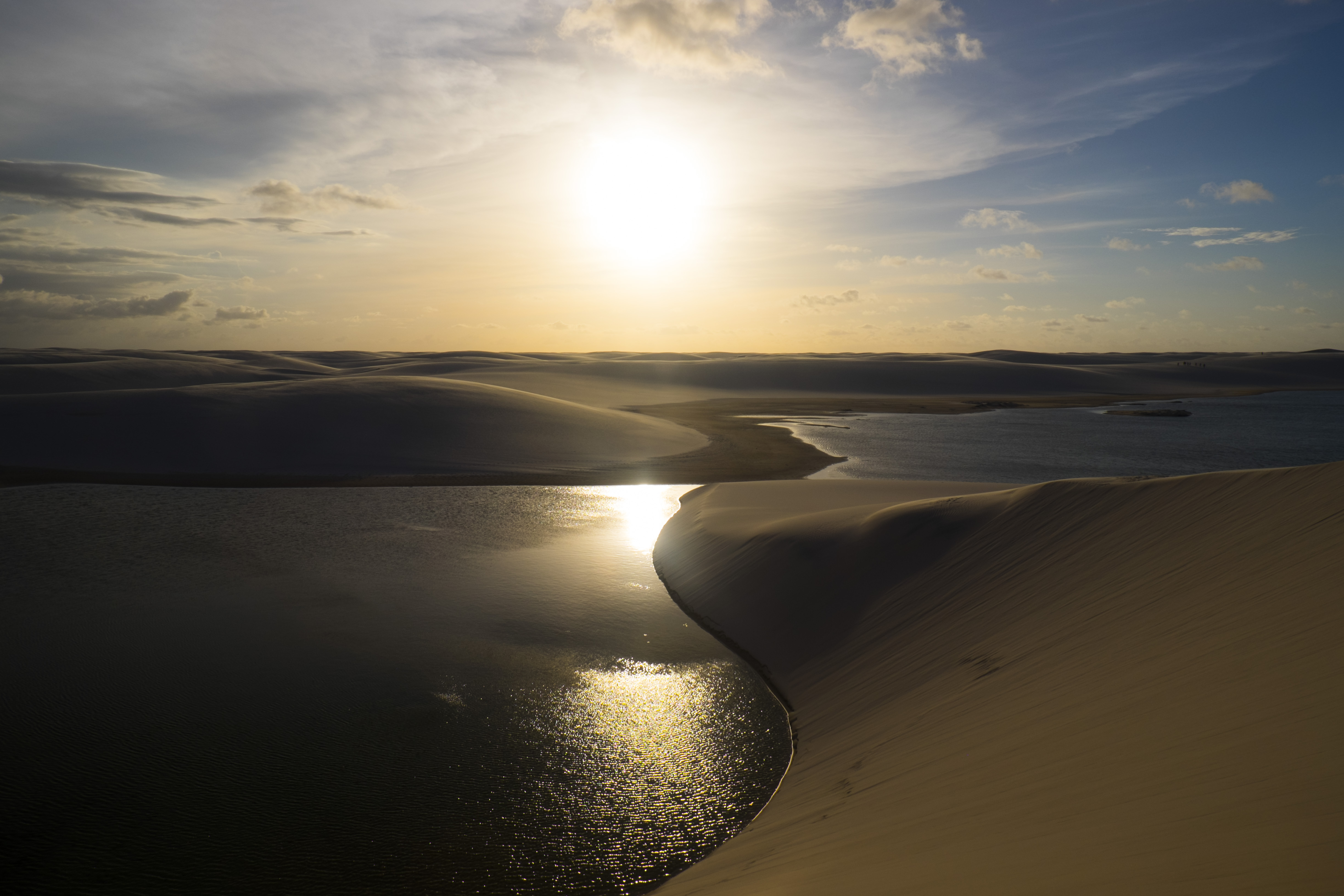
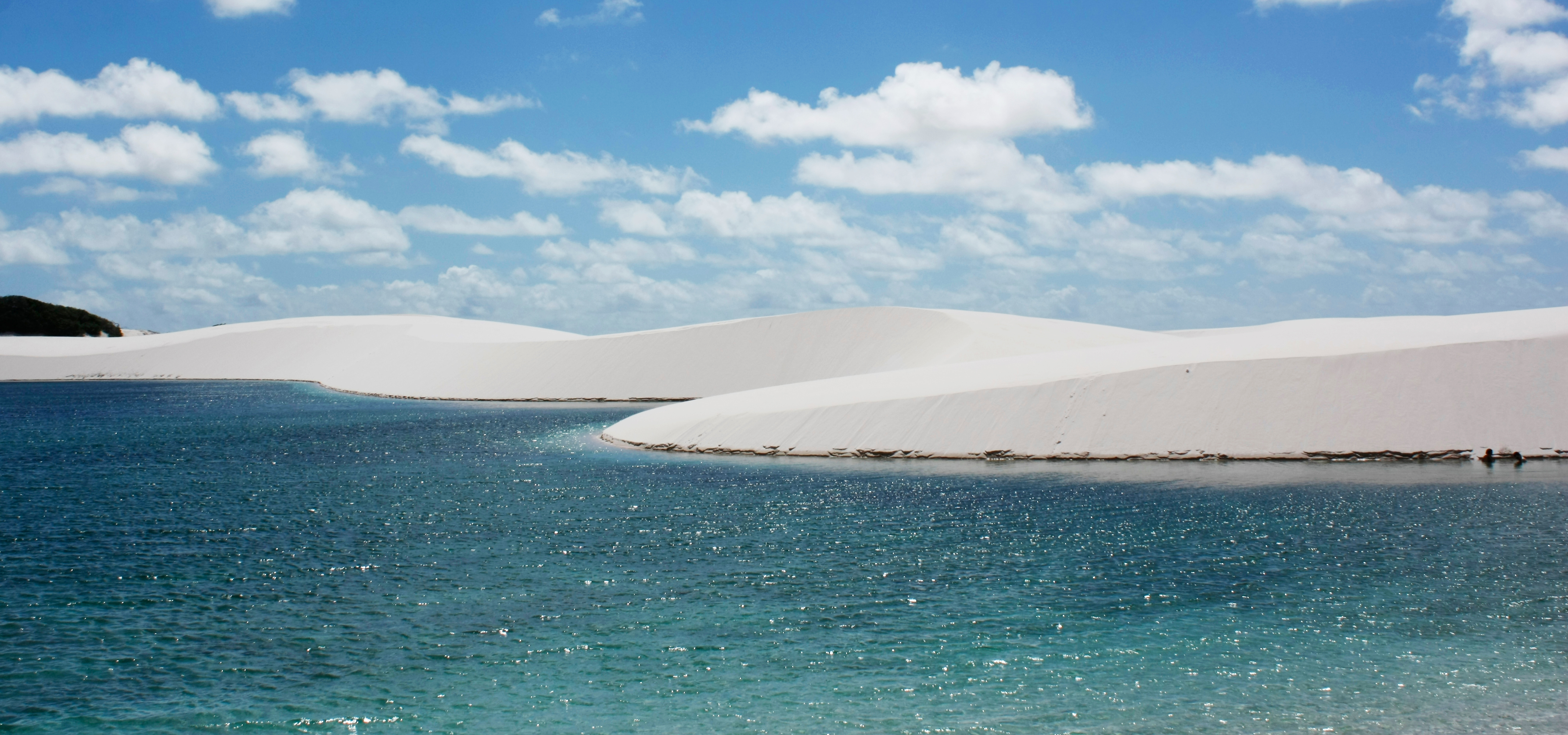
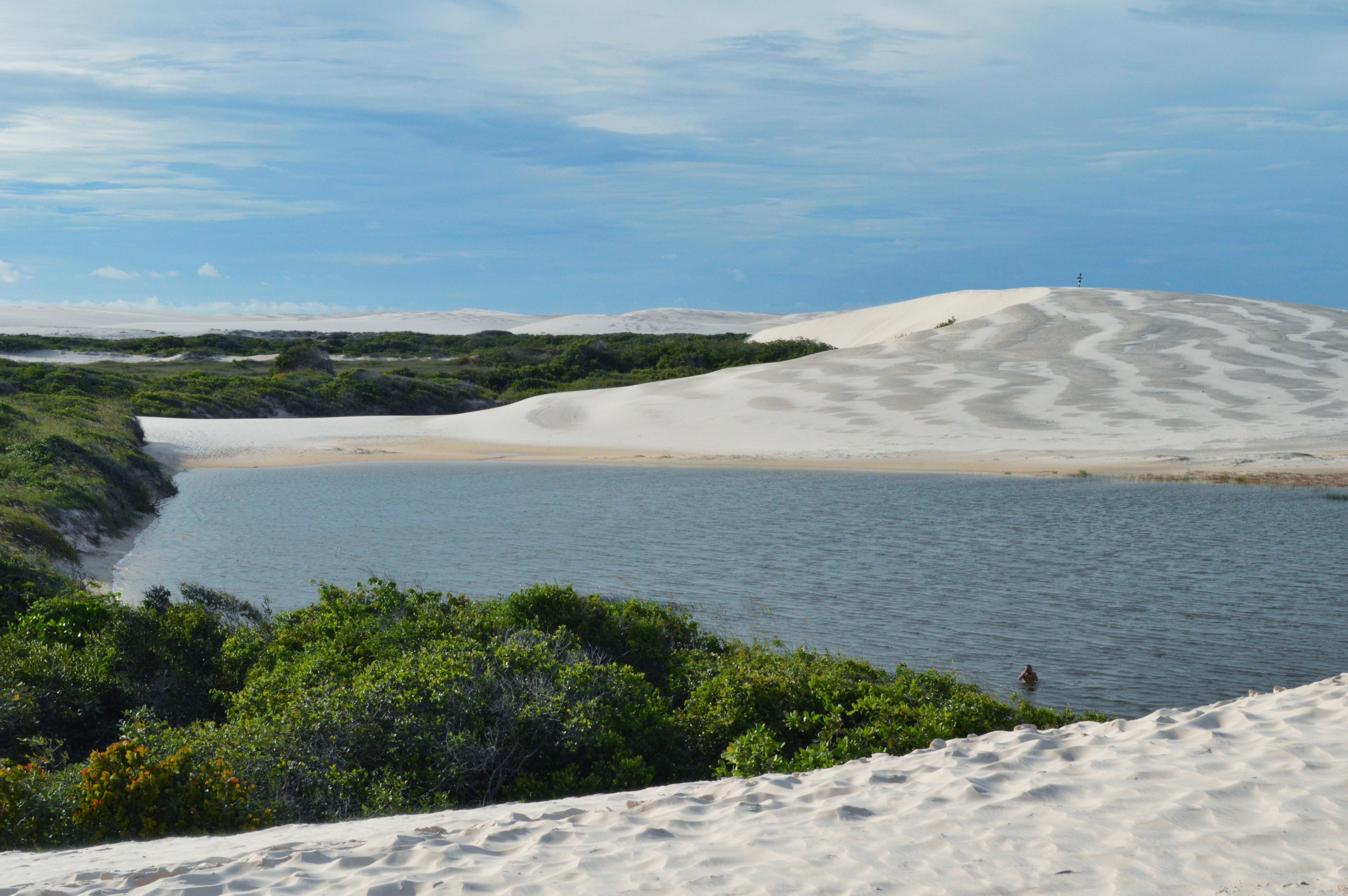
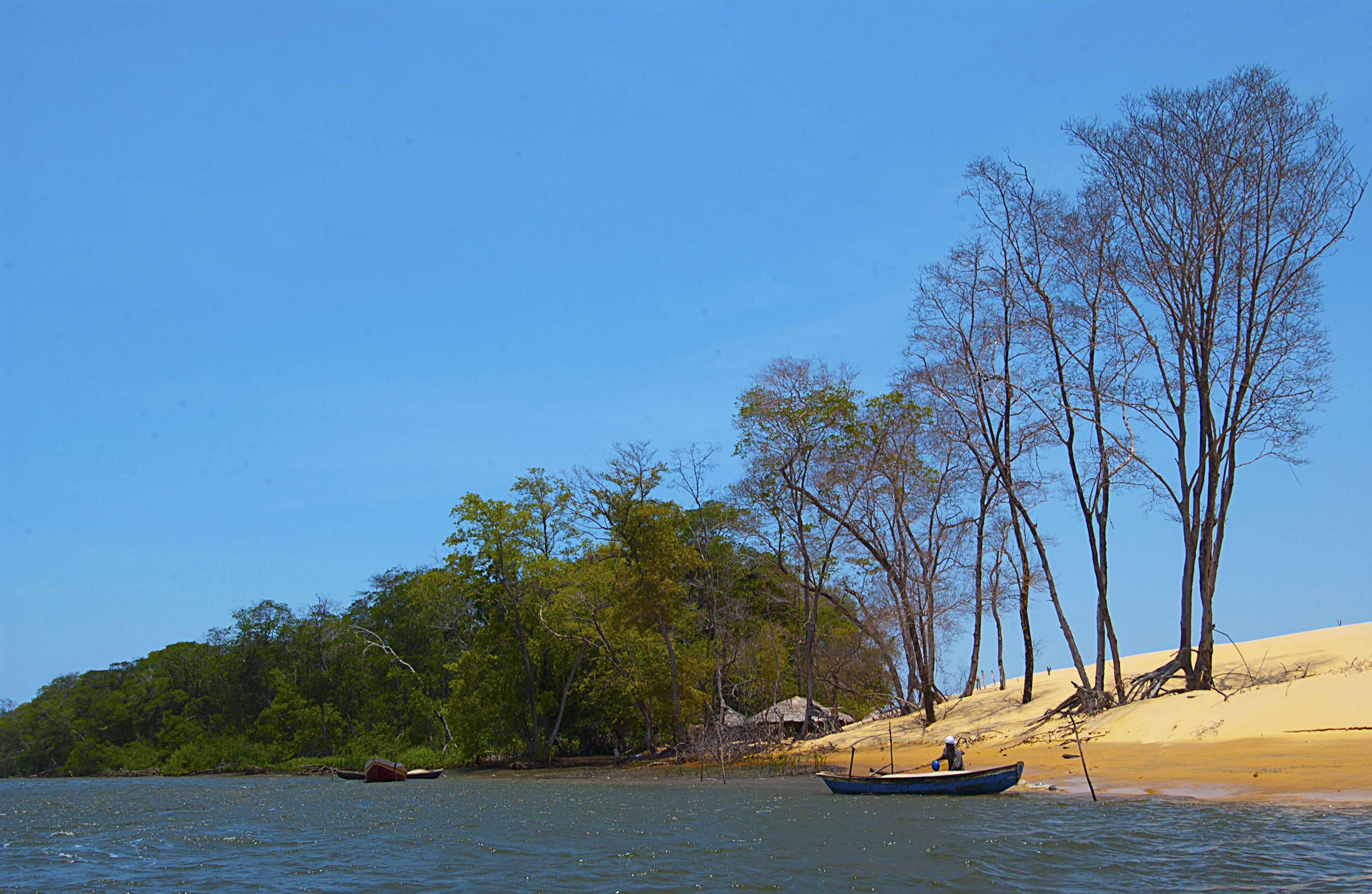
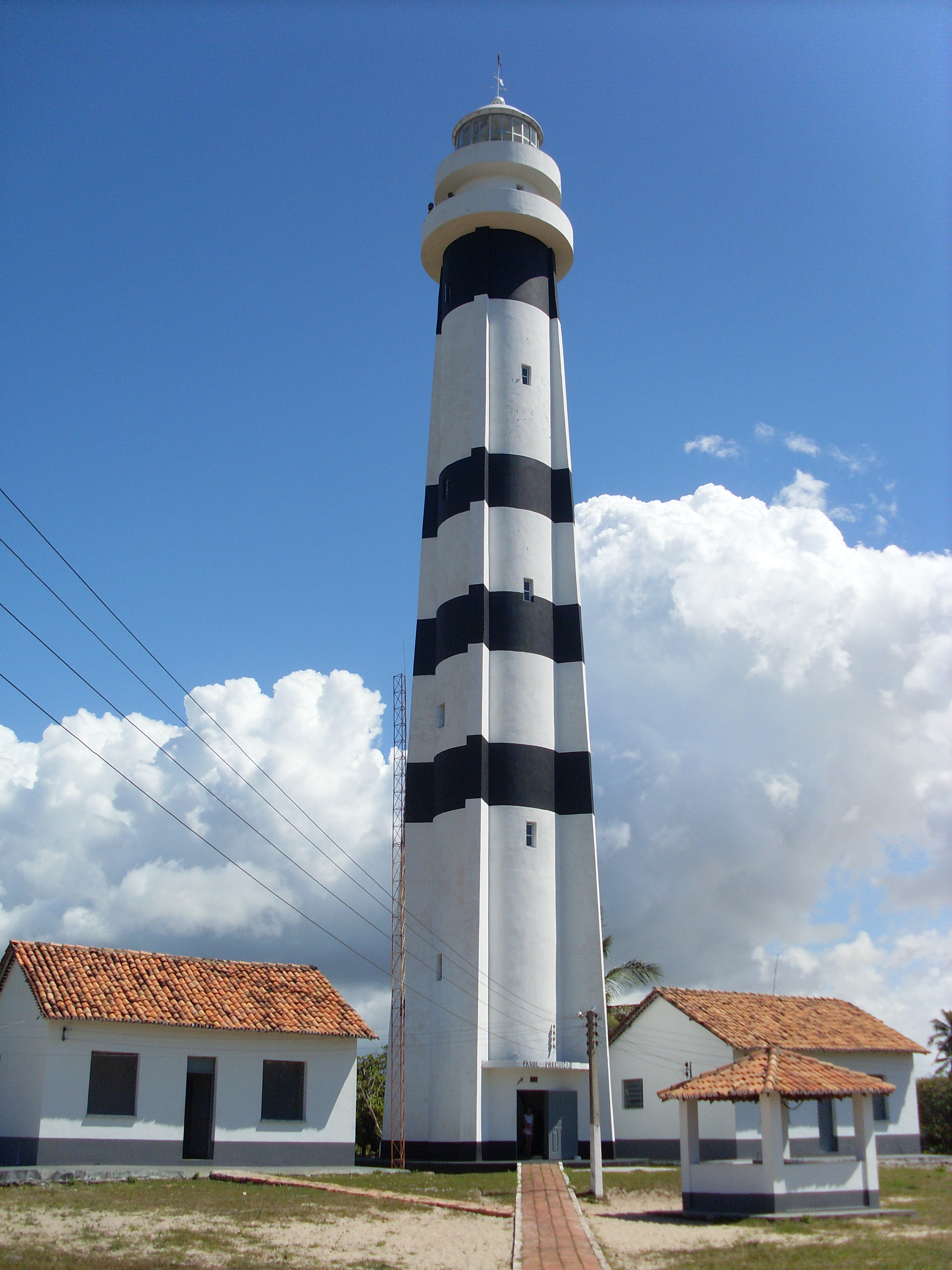
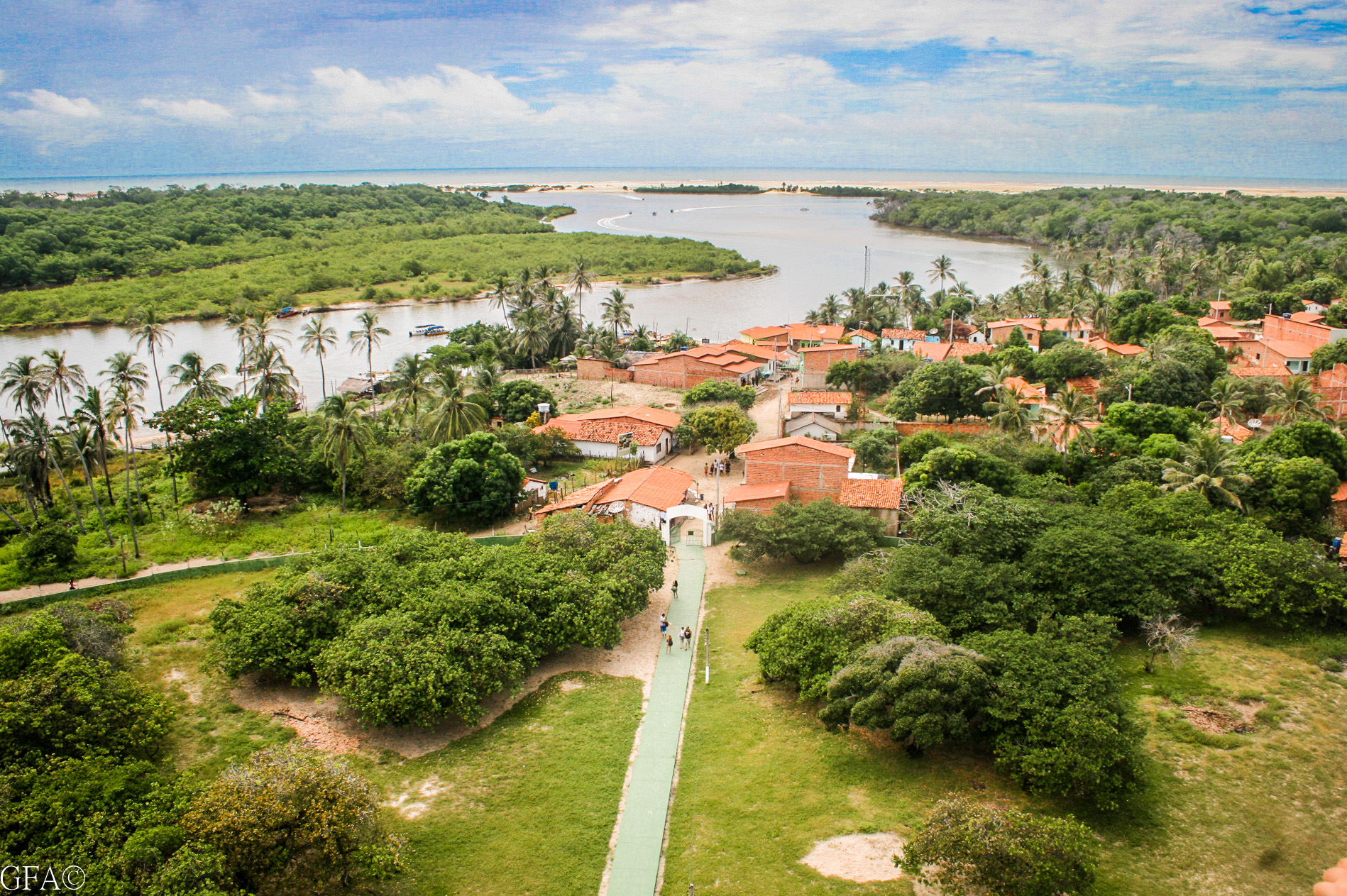
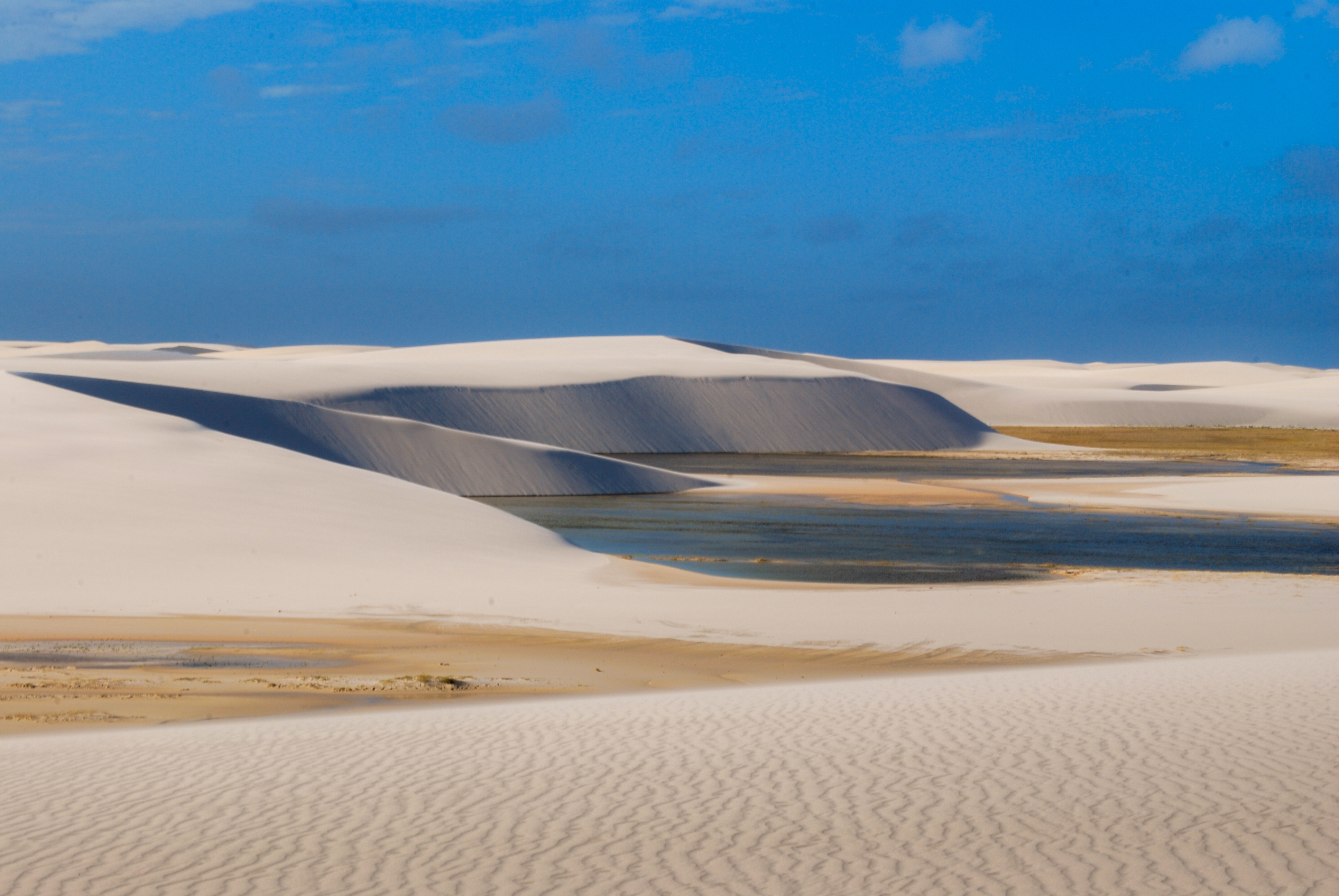
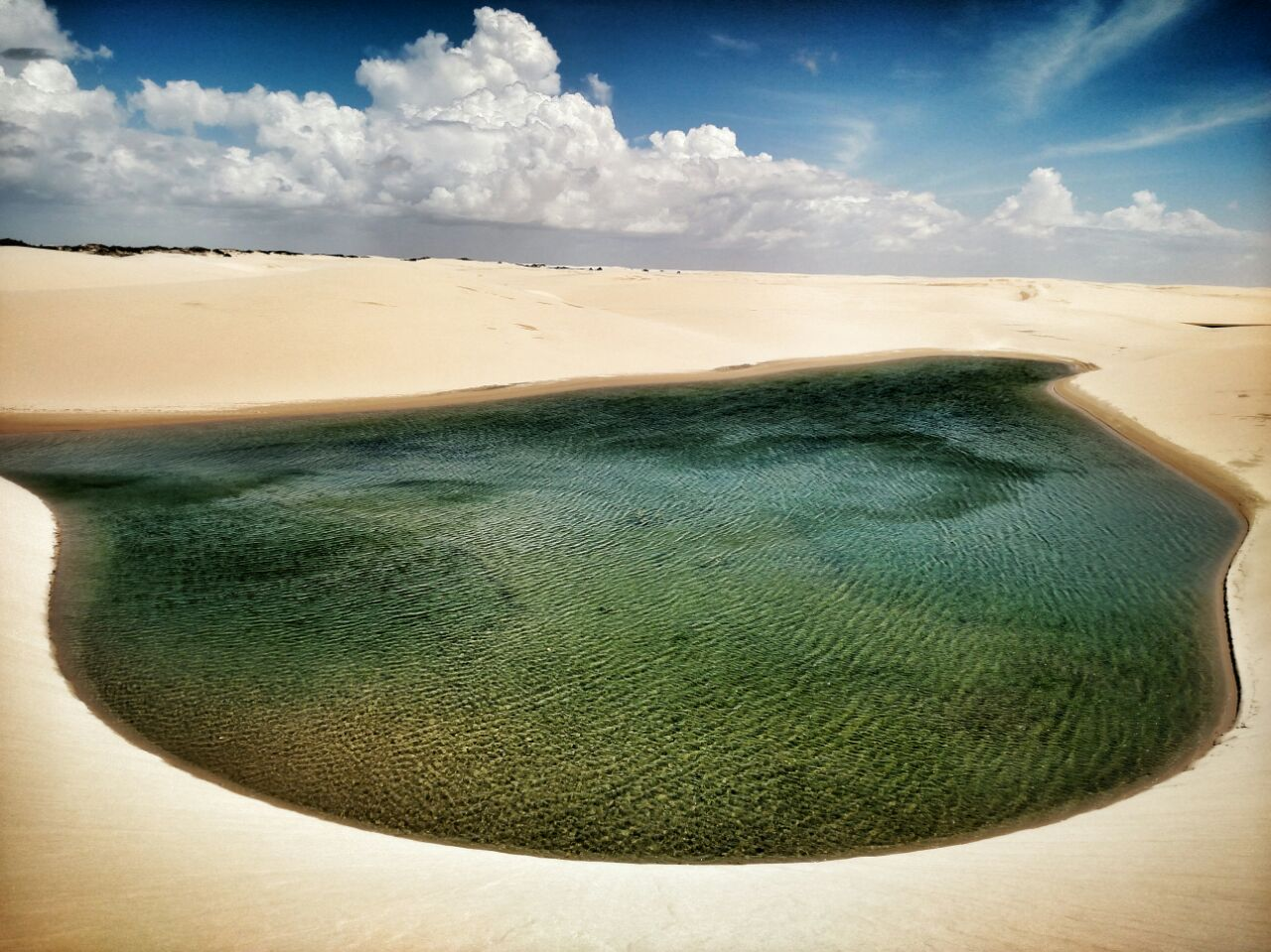
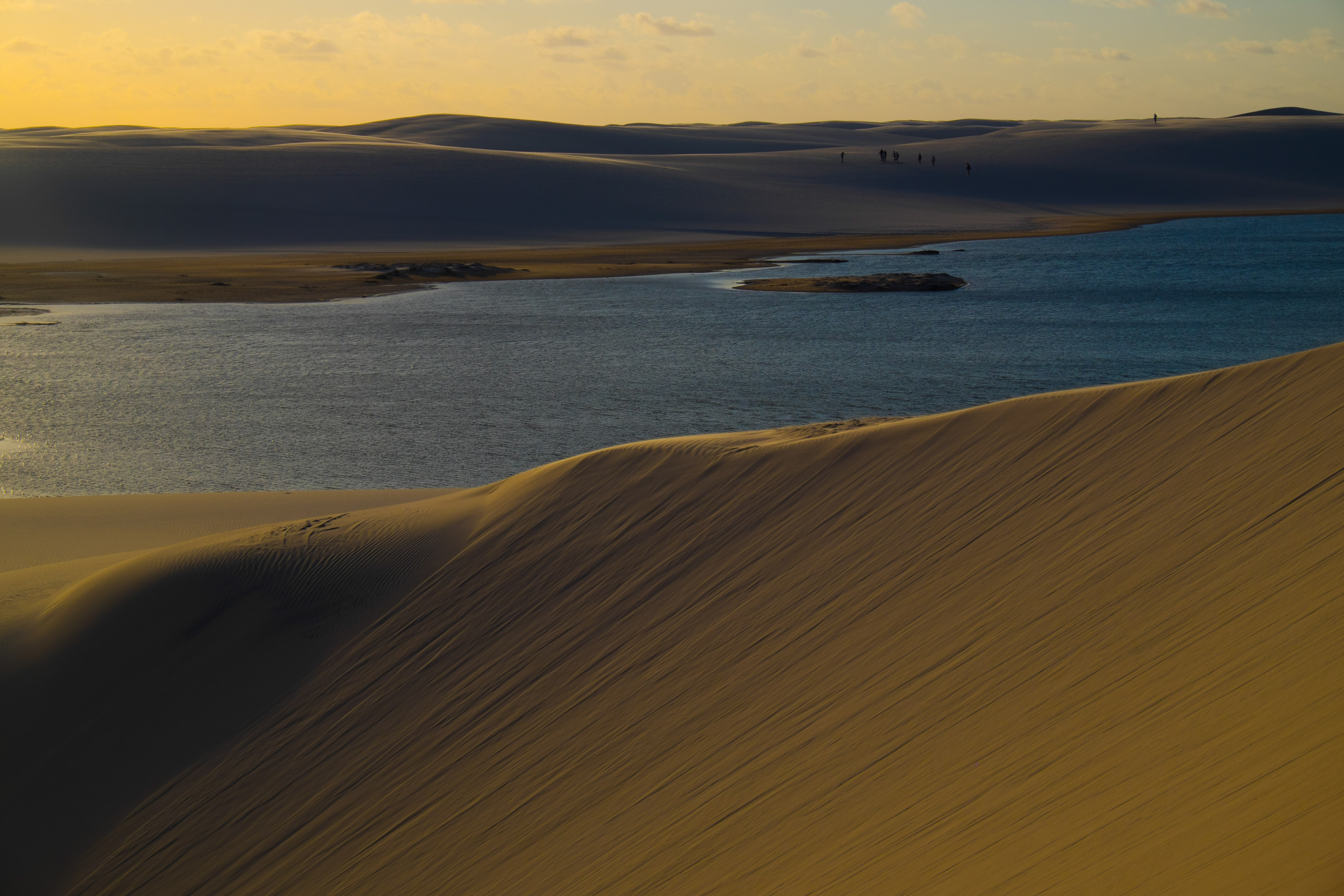